# Parametro di Tisserand
In meccanica celeste il  parametro di Tisserand (o anche invariante di Tisserand) è un valore utilizzato nel problema dei tre corpi. È espresso dalla formula:
{\displaystyle T={\frac {a_{2}}{a_{3}}}+2\cdot {\sqrt {{\frac {a_{3}}{a_{2}}}(1-{e_{3}}^{2})}}\cos {i_{3}}}
dove {\displaystyle {a_{2}}} è il semiasse maggiore dell'orbita del secondo corpo e {\displaystyle {a_{3}}}, {\displaystyle {e_{3}}}, {\displaystyle {i_{3}}}, rispettivamente, il semiasse maggiore, l'eccentricità e l'inclinazione dell'orbita del terzo corpo.
Come conseguenza del criterio di Tisserand e sotto le ipotesi che il secondo corpo stia percorrendo un'orbita circolare e che il terzo corpo abbia massa infinitesimale rispetto agli altri due corpi, il parametro rimane costante nel caso di perturbazioni nell'orbita del terzo corpo indotte dal secondo corpo.
Nella pratica il parametro pur non rimanendo costante è comunque soggetto a variazioni molto limitate nel caso in cui sia applicato alle perturbazioni indotte sulle orbite di asteroidi, comete o satelliti artificiali dai pianeti.

## Applicazioni pratiche
- Si usa indicare con TJ il parametro di Tisserand calcolato considerando Giove come secondo corpo e viene utilizzato per distinguere gli asteroidi dalle comete in quanto i primi hanno generalmente TJ maggiore di 3, le seconde TJ compreso tra 2 e 3.
- Il parametro può essere utilizzato per valutare se due diverse osservazioni si possano riferire allo stesso corpo.
- Il rispetto del parametro limita le orbite su cui ci si può immettere utilizzando la fionda gravitazionale
- TN (il parametro di Tisserand calcolato considerando Nettuno come secondo corpo) è stato proposto per distinguere gli oggetti transnettuniani del disco diffuso e del disco diffuso esteso.